# Потиско-поморишка војна крајина
Потиско-поморишка војна крајина, или само Потиско-поморишка крајина,била је део Војне крајине у области Потисја и Поморишја, која је трајала у првој половини 18. века. Потиско-поморишка војна граница је оставила велики утицај на историју Војводине и судбину Срба на тлу данашње Мађарске и Румуније.

## Историјат
Крајем Великог бечког рата (1683–1699) у највишим политичким круговима Хабзбуршког царства постављена су била два питања: одбрана граница према Турској на Сави, Дунаву, Тиси и Моришу, као и питање укључивања ту насељених Срба у оквиру монархије. Преовладало је мишљење да Србима треба дати повластице, које не би укључивале питање засебног подручја (на тражење угарског племства) у циљу њиховог укључивања у новостворену Војну крајину. Коначно, засебан одбор у Бечу је 1702. године спровео ову одлуку стварањем Посавско-подунавске и Потиско-поморишке војне границе са тачно уцртаним границама, у делу Хабзбуршког царства према Османском царству.
Први већи изазов је, међутим, дошао 1703. године Ракоцијевим устанком из унутрашње Угарске. Срби, који су били на страни Бечког двора, су активно учествовали у борбама. Овде су посебно учествовали граничари из Потиско-поморишке војне границе, као најистуреније ка северу. Ово ратовање је трајало до 1711. године.
Предах није дуго трајао, већ је у раздобљу 1716–1718. дошло до новог раза, тзв. Аустро-турског рата. Граничари (највише Срби) су дали велике жртве у овом рату, а после успешно завршног рата дочекале су их велике потешкоће са Бечом. Ово је посебно било изражено у случају Потиско-поморишке војне границе, која се нашла удаљено од нове државне границе на Сави и Дунаву, па је претила могућност њихове „провинцијализације“, тј. покмећивања граничара. Војни врхови у Бечу, са принцом Евгенијем Савојским на челу, успели да границу очувају од развојачења, уз одређене уступке граничара.
Раздобље 1718—1733. било је мирно за граничаре у Потисју и Поморишју, а потом следи учешће граничара у низу ратова и буна: Рат у Италији 1733, Аустро-турски рат 1737–1739., буна Влаха у Банату 1738, Рат за Аустријско наслеђе 1740. Поред тога, 1735. године дошло је и до буне самих граничара, понајвише у Поморишју. Ова буна се највише везује за име Пере Сегединца.
Међутим, свакако да је после 1718. године и померања границе ка југу положај Потиско-поморишке војне границе постао неизвеснији. Посебан отвор према постојању границе овде су давале управе околних угарских жупанија, као и управе значајних слободних краљевских градова, попут Сегедина и Арада. Главни разлог био је смањење намета, које су уживали граничари, а које су посредно смањивале приходе жупанија и градова, односно угарског племства, које је ту имало одлучујућу моћ.
1741. године царица Марија Терезија, током Рата за аустријско наслеђе, у циљу подршке од стране угарског племства, почиње прве мере у циљу развојачења војне крајине. Ове мере су постепено примењиване, тако да је Потиско-Поморишка граница развојачена до 1751. године.
Укидањем Потиско-Поморишке границе, мада релативно краткотрајне творевине, оставио је велики утицај на српски живаљ на простору Поморишја и Потисја. Следећих година значајан број Срба-граничара у жељи да избегне покмећивање се преселио јужније, на нову границу на југу Баната, или даље, у Русију. Некада чисто српска насеља на Тиси и Моришу веома брзо су изгубила „српски карактер“, па су касније остала на самом рубу српства у Панонији.

## Живот граничара
Граничари су готово у већем делу били сеоско становништво. У градовима су били присутни различити етноси, па је поред Срба, Мађара, Немаца, везаних за саму војну крајину, било и Цинцара, Грка, Јермена, као трговаца са југа и истока.
Привреда у Потиско-поморишкој војној граници састојала се махом од сточарства, ратарства, риболова и трговине. Посебно је значајно било гајење волова, као значајно извора прихода становништва.
Велики углед и моћ имали су официри војне границе. Временом су они стекли значајне поседе и битну улогу у трговини, па се стварају „праве лозе“: Вулиних, Јулинаца, Зака, Зорића у потиском делу, и Текелија, Шевића, Хорвата и других у поморишком делу границе.